# محمد جلالی (نماینده مجلس)
محمد جلالی (زاده ۱۳۴۰ دلیجان) فعال سیاسی اصولگرا. وی در اسفند ۱۴۰۲ با کسب ۵۴۹۳ رای از مجموع ۲۱۴۶۱ رای ماخوذه به عنوان نماینده مردم دلیجان و محلات در دوره دوازدهم مجلس شورای اسلامی انتخاب شد.
محمد جلالی، چهره‌ای نزدیک به اصولگرایان و اهل شهرستان دلیجان است و مدیرکلی منابع طبیعی استان مرکزی در دولت احمدی نژاد از مهمترین سوابق وی است.